# NGC 7205A
NGC 7205A is een balkspiraalstelsel in het sterrenbeeld Indiaan. Het hemelobject werd op 10 juli 1834 ontdekt door de Britse astronoom John Herschel.

## Synoniemen
- ESO 146-7
- IRAS 22041-5742
- PGC 68083